# Deportes ecuestres en los Juegos Olímpicos de Río de Janeiro 2016
Los deportes ecuestres en los Juegos Olímpicos de Río de Janeiro 2016 se realizaron en el Centro Olímpico de Hípica de Río de Janeiro del 7 al 19 de agosto de 2016.
En total se disputaron en este deporte seis pruebas diferentes en las disciplinas de doma, salto de obstáculos y concurso completo, en las categorías individual y por equipos. El programa de competiciones se mantuvo como en la edición pasada.

## Clasificación
Participaron 200 jinetes de 43 federaciones nacionales afiliadas a la Federación Ecuestre Internacional (FEI).

## Medallistas
| Evento                                         | Oro | Plata | Bronce |
| ---------------------------------------------- | --- | --- | --- |
| Doma individual (15 de agosto)                 | Charlotte Dujardin · (Valegro) · Reino Unido · 93,928 pts. | Isabell Werth · (Weihegold) · Alemania · 89,071 pts.                                                                                                   | Kristina Bröring-Sprehe · (Desperados) · Alemania · 87,142 pts.                                                                                          |
| Doma por equipos (12 de agosto)                | Sönke Rothenberger · (Cosmo) · Dorothee Schneider · (Showtime) · Kristina Bröring-Sprehe · (Desperados) · Isabell Werth · (Weihegold) · Alemania · 81,936                    | Spencer Wilton · (Super Nova) · Fiona Bigwood · (Orthilia) · Carl Hester · (Nip Tuck) · Charlotte Dujardin · (Valegro) · Reino Unido · 78,602          | Allison Brock · (Rosevelt) · Kasey Perry-Glass · (Dublet) · Steffen Peters · (Legolas) · Laura Graves · (Verdades) · Estados Unidos · 76,667             |
| Salto de obstáculos individual (19 de agosto)  | Nick Skelton · (Big Star) · Reino Unido · 0 (42,82) | Peder Fredricson · (All In) · Suecia · 0 (43,35) | Eric Lamaze · (Fine Lady 5) · Canadá · 4 |
| Salto de obstáculos por equipos (17 de agosto) | Philippe Rozier · (Rahotep de Toscane) · Kevin Staut · (Rêveur de Hurtebise) · Roger-Yves Bost · (Sydney Un Prince) · Pénélope Leprevost · (Flora de Mariposa) · Francia · 3 | Kent Farrington · (Voyeur) · Lucy Davis · (Barron) · McLain Ward · (Azur) · Elizabeth Madden · (Cortes'C') · Estados Unidos · 5                        | Christian Ahlmann · (Taloubet Z) · Meredith Michaels-Beerbaum · (Fibonacci) · Daniel Deußer · (First Class) · Ludger Beerbaum · (Casello) · Alemania · 8 |
| Concurso completo individual (9 de agosto)     | Michael Jung · (Sam FBW) · Alemania · 40,90 | Astier Nicolas · (Piaf De B'Neville) · Francia · 48,00                                                                                                 | Phillip Dutton · (Mighty Nice) · Estados Unidos · 51,80                                                                                                  |
| Concurso completo por equipos (9 de agosto)    | Karim Laghouag · (Entebbe) · Thibaut Vallette · (Qing du Briot) · Mathieu Lemoine · (Bart L) · Astier Nicolas · (Piaf De B'Neville) · Francia · 169,00                       | Julia Krajewski · (Samourai du Thot) · Sandra Auffarth · (Opgun Louvo) · Ingrid Klimke · (Hale-Bob Old) · Michael Jung · (Sam FBW) · Alemania · 172,80 | Shane Rose · (CP Qualified) · Stuart Tinney · (Pluto Mio) · Sam Griffiths · (Paulank Brockagh) · Christopher Burton · (Santano II) · Australia · 175,30  |

## Medallero
| Núm. | País           | Oro | Plata | Bronce | Total |
| ---- | -------------- | --- | ----- | ------ | ----- |
| 1    | Alemania       | 2   | 2     | 2      | 6     |
| 2    | Francia        | 2   | 1     | 0      | 3     |
| 2    | Reino Unido    | 2   | 1     | 0      | 3     |
| 4    | Estados Unidos | 0   | 1     | 2      | 3     |
| 5    | Suecia         | 0   | 1     | 0      | 1     |
| 6    | Australia      | 0   | 0     | 1      | 1     |
| 6    | Canadá         | 0   | 0     | 1      | 1     |
|      | TOTAL          | 6   | 6     | 6      | 18    |